# Le Prince et le Pauvre (téléfilm, 1962)
Pour les articles homonymes, voir Le Prince et le Pauvre (homonymie).
Pour plus de détails, voir Fiche technique et Distribution.
Le Prince et le Pauvre (The Prince and the Pauper) est un téléfilm réalisé par Don Chaffey, produit par Walt Disney Productions et diffusé en trois épisodes à la télévision en 1962 dans l'émission Walt Disney's Wonderful World of Color.

## Fiche technique
- Titre original : The Prince and the Pauper
- Titre français : Le Prince et le Pauvre
- Réalisateur : Don Chaffey assisté de Dennis Bertera
- Scénario : Jack Whittingham d'après Le Prince et le Pauvre de Mark Twain
- Directeur artistique : Michael Stringer (supervision), Norman Dorme
- Décors : Vernon Dixon
- Image : Paul Beeson, Ray Sturgess (images additionnelles)
- Montage : Peter Boita
- Distribution : Maude Spector
- Technicien du son : Les Wiggins (montage), Norman Bolland et Red Law (mixeur),
- Costumes : Margaret Furse
- Maquillage : Harry Frampton
- Coiffure : Barbara Ritchie
- Effets visuels : Wally Veevers
- Musique : Tristram Cary
- Producteur : Hugh Attwooll (associé), Teresa Bolland (responsable de production)
- Société de production : Walt Disney Productions

Sauf mention contraire, les informations proviennent des sources suivantes : John West et IMDb

## Distribution
La version française n'a été effectuée qu'en 1981.
- Guy Williams (VF : Pierre Vaneck) : Miles Hendon
- Laurence Naismith (VF : William Sabatier) : Earl of Hertford
- Donald Houston (VF : Alain Dorval) : John Canty
- Sean Scully : Prince Edward (VF : Béatrice Bruno) / Tom Canty
- Niall MacGinnis (VF : Yves Barsacq) : Father Andrew
- Geoffrey Keen (VF : Henri Poirier) : Yokel
- Walter Hudd (en) : Archbishop of Canterbury
- Paul Rogers (VF : Jean Davy) : Henry VIII
- Dorothy Alison (VF : Monique Mélinand) : Mrs. Canty
- Jane Asher : Lady Jane Grey
- Peter Butterworth : Will the Knifegrinder
- Reginald Beckwith : Landlord
- Sheila Allen (VF : Lisette Lemaire) : Princess Mary
- Derek Godfrey : Guard
- Geoffrey Bayldon : Sir Goeffrey
- Nigel Green (VF : René Bériard) : The Ruffler
- Charles Heslop : Old Gentleman
- Diarmid Cammell : Len
- Richard O'Sullivan (VF : Michel Derain) : Hugo
- Meurig Wyn-Jones : Whipping Boy
- Andrew Faulds : Sir George
- Katya Douglas : Princess Elizabeth
- Martin Boddey : Waterman
- Bruce Seton
- Michael Ripper : Townsman

Source :  Dave Smith, IMDb

## Sortie cinéma
Sauf mention contraire, les informations suivantes sont issues de l'Internet Movie Database.
- Royaume-Uni : 6 mai 1962
- Finlande : 26 avril 1963
- Japon : 8 août 1964
- Allemagne de l'Ouest : 6 janvier 1981

En France, le téléfilm est sorti directement en VHS.

## Origine et production
Le film reprend le classique de Mark Twain et le tournage s'effectue en Angleterre. L'acteur Sean Scully avait tourné dans Presque des anges avant de signer avec le studio Disney.
Le film a été diffusé dans l'émission Walt Disney's Wonderful World of Color (sur NBC) en trois parties le 11 mars, 18 mars et 25 mars 1962,,. Les trois épisodes sont intitulés The Pauper King, The Merciful Law of King et Long Live the Rightful King.